# Diaxenes dendrobii
Diaxenes dendrobii là một loài bọ cánh cứng trong họ Cerambycidae.